# 警視庁三係・吉敷竹史シリーズ
『警視庁三係・吉敷竹史シリーズ』（けいしちょうさんがかり・よしきたけしシリーズ）は、2004年から2008年までTBS系で放送された刑事ドラマシリーズ。全4回。主演は鹿賀丈史。
放送枠は「月曜ミステリー劇場」（第1作・第2作）、「月曜ゴールデン」（第3作・第4作）。

## キャスト

### 警視庁捜査一課三係
吉敷竹史
演 - 鹿賀丈史
主任刑事。推理力より足で情報を集める刑事。元妻の加納通子は5年前に置き手紙を残して突然吉敷のもとを去るが、第3作でその理由が明かされる。
有賀葉月
演 - 真中瞳（第1作・第2作）
刑事。吉敷の部下。
栗山真弓
演 - 田畑智子（第3作・第4作）
新人刑事。名刑事の吉敷のことは三係に赴任する前から知っていた（第3作）。
小谷祐一
演 - 賀集利樹
刑事。吉敷の部下。
室井
演 - 阿南健治
刑事。
斉藤
演 - 大川聖一郎（第1作・第2作）
刑事。
江川
演 - 生津徹（第3作・第4作）
刑事。
畑山岩男
演 - 山本龍二（第1作）
班長。
浅田幸吉
演 - 伊吹吾郎（第2作 - 第4作）
班長。

### 警察関係者
船田誠
演 - 小倉久寛（第1作・第2作）
警視庁鑑識課係長。
牛越佐武郎
演 - きたろう（第1作・第3作）
北海道警察本部刑事。階級は警部。中村の知り合い。
中村吉造
演 - 夏八木勲
警視庁捜査一課迷宮斑班長。吉敷と通子の仲人（第1作 - 第4作）。

### その他
加納通子
演 - 余貴美子（第1作 - 第3作）（幼少期：坂野真弥〈第2作〉 / 少女時代：荒川ちか〈第3作〉）
吉敷の元妻。5年前に突然吉敷のもとを去る。半年前から北海道釧路市の三ツ矢マンションC-1406号室で一人暮らしをしている（第3作）。アクセサリー店「たんちょう」経営者。

### ゲスト
第1作「寝台特急「はやぶさ」1/60秒の壁」（2004年）
- 染谷萌子（染谷の妻） - 安奈淳
- 染谷辰郎（渋谷総合病院 院長・婿養子で旧姓「藤井」） - 山路和弘
- 壇上淳子（OL） - 今村恵子
- 九条千鶴子（クラブ「銀馬車」ホステス） - 森洋子
- 九条良江（壇上の前妻・千鶴子の母） - 風祭ゆき
- 安田常男（作家） - 稲川淳二
- 今村（成城西警察署 刑事） - 吉満涼太
- 小出忠男（アマチュア・カメラマン） - 坂本長利
- 釧路東病院 事務長 - 半海一晃
- 壇上孝市（千鶴子の父） - 浜田晃
- グリーンハイムの主婦 - 篠崎はるく
- 小出サキ（小出の妻） - 久松夕子
- クラブ「銀馬車」ママ - 高橋美穂
- 北岡一幸（IT会社社長） - 西田征史
- 制服警官 - 用貝一仁
- 壇上喜代（壇上の後妻・淳子の母） - 酒井麻吏
- 染谷哲郎（染谷と萌子の息子） - 松永隼
- 百合子（クラブ「銀馬車」ホステス） - 希帆
- 川合一郎（警視庁捜査一課長） - 高橋長英

第2作「灰の迷宮」（2006年）
- 佐々木佳子（佐々木の妻） - 朝加真由美
- 佐々木徳郎（アイランド証券 総務課長） - 安藤一夫
- 中村和枝（中村班長の妻） - 高林由紀子
- 佐々木浩一（佐々木と佳子の息子） - 橋爪遼
- 田之上（鹿児島県警 管理官） - 有福正志
- 光岡卓次（ホームレス） - 井之上隆志
- 山本一郎（元印刷工・本名「壺山合三」・1年前転落死） - 江良潤
- トラック運転手 - 渡辺卓
- 木村（警視庁八王子東警察署 刑事） - 正城慎太郎
- マリア（ホステス） - 廣谷友紀子
- 亜美（ホステス） - 住吉玲奈
- 留井十兵衛（鹿児島県警 刑事） - 温水洋一
- 茂野恵美（クラブのホステス） - 星野真里

第3作「北の夕鶴〜2/3の殺人」（2008年）
- 藤倉一郎（令子の弟で共同経営者・三ツ矢マンションA-1406号室の入居者） - 畠中洋（少年時代：鈴木駿介）
- 藤倉次郎（令子と一郎の弟・フリーカメラマン・三ツ矢マンションB-1406号室の入居者） - 米山善吉（少年時代：鳥澤輝）
- 河野（三ツ矢マンション 管理人） - なべおさみ
- 相場浩介（相場企画 社長） - 浜田学
- 藤倉令子（ナイトクラブ「ホワイト」経営者・三ツ矢マンションB-507号室の入居者） - 水木薫（少女時代：田中凛）
- 慶子（土産物屋店員） - 曽川留三子
- 御園ホテル フロント係 - 鈴木美恵
- 相場和歌子（相場の別居中の妻） - 鈴木麻衣花
- ごろう（三ツ矢マンションの入居者） - 金杉裕太
- 冒頭のホテルマン - 佐々木征史
- 藤倉良雄（令子たちの弟・30年前死亡） - 青木勁都
- 藤倉さなえ（一郎の妻） - 真日龍子

第4作「幽体離脱殺人事件」（2008年）
- 小瀬川陽子（小瀬川の妻・輝子の同郷の友人） - 中村綾
- 仁木豊（都友愛生命保険会社 社員） - 岡本光太郎
- 津本治（料亭「伊勢富」社長） - 佐藤一平
- 坂上秋男（元新聞勧誘員） - 山西惇
- 武藤悟史（病院に立てこもっている男） - 吉見一豊
- 鳴海（三重県警伊勢中央警察署 刑事） - 山崎画大
- 森岡輝子（森岡の妻） - 相田翔子
- 小瀬川杜夫（京都のサラリーマン） - 中森祥文
- 森岡敬太郎（森岡総合病院 院長） - 大鶴義丹
- 旗田聡（三重県警伊勢中央警察署 刑事） - 金田明夫

## スタッフ
- 原作 - 島田荘司「吉敷竹史シリーズ」
- 脚本 - 高田順、澤田昌久（第3作）
- 演出 - 国本雅広（第1作・第2作）、日名子雅彦（第3作）、千葉行利（第4作）
- プロデューサー - 千葉行利、有賀聡（第4作）
- 製作 - TBS、ケイファクトリー

## 放送日程
| 話数 | 放送日         | サブタイトル                   | 原作                                             | 脚本            | 演出       |
| ---- | -------------- | ------------------------------ | ------------------------------------------------ | --------------- | ---------- |
| 1    | 2004年12月06日 | 寝台特急「はやぶさ」1/60秒の壁 | 「寝台特急『はやぶさ』1/60秒の壁」（光文社文庫） | 高田順          | 国本雅広   |
| 2    | 2006年01月16日 | 灰の迷宮                       | 「灰の迷宮」（光文社刊）                         | 高田順          | 国本雅広   |
| 3    | 2008年01月21日 | 北の夕鶴〜2/3の殺人            | 「北の夕鶴2/3の殺人」（光文社文庫）              | 高田順 澤田昌久 | 日名子雅彦 |
| 4    | 10月06日       | 幽体離脱殺人事件               | 「幽体離脱殺人事件」（光文社文庫）               | 高田順          | 千葉行利   |